# James Fowler
James W. Fowler III, era un profesor de teología y desarrollo humano de la Emory University. Fue director del Centro de investigación para el desarrollo de la fe y la moral y del Centro para la Ética, hasta que se retirara en 2005. También era ministro de la Iglesia Metodista Unida. 
Conocido por su libro Estadios de la fe publicado en 1981 en el cual plantea el proceso de desarrollo en la fe desde un punto de vista similar a la psicología del desarrollo. Estos estadios del desarrollo de la fe se plantean en la línea de la teoría del desarrollo cognitivo de Jean Piaget y los estadios del desarrollo moral de Lawrence Kohlberg.

## Teoría del desarrollo de la fe
La fe es entendida como una orientación holística, considerando la relación entre un individuo y lo universal, y no con respecto a una religión en particular. He aquí un pequeño resumen. 
- Estadio 0 fe primaria o indiferenciada (de 0 a 2 años aprox.): Se caracteriza por el aprendizaje acerca del bienestar en el entorno inmediato. Se desarrolla la confianza.
- Estadio 1 fe intuitiva proyectiva (de 3 a 7 años aprox.): Se caracteriza por una exposición desprotejida de la psiquis al inconsciente. Se es principalmente fantasioso.
- Estadio 2 fe mítica literal (8 a 12 años aprox.): Las personas en este estadio se caracterizan por una fuerte creencia en la justicia y la reciprocidad del universo. Sus deidades son antropomórficas. Son dogmáticos, literales e ingenuos
- Estadio 3 fe sintética convencional (desde la adolescencia aprox.): Se ajusta a las redes sociales de forma conformista.
- Estadio 4 fe individual y reflexiva (desde los 20' aprox.): La fe es crítica, subjetiva y personal, se producen pugnas entre lo relativo y lo absoluto, y se toma responsabilidad de las creencias personales.
- Estadio 5 fe conjuntiva: Se superan paradojas y relativismos, se trascienden los símbolos heredados de la cultura de origen.
- Estadio 6 fe Universal: Tracendentes de culturas y credos. Socialmente proactivo y propositivo de ideas que rompen con lo establecido. Iluminados.

Advierte una diferencia notable entre la faith-knowing y la “inteligencia moral” (moral-knowing), descrita por su compatriota L. Kohlberg. A diferencia de la experiencia moral, nuestra relación con lo trascendente debe ser representada y mediada por símbolos (creencias, valores, ritos, imágenes, etc., de las religiones institucionales). En consecuencia, Fowler sostiene que el desarrollo de la faith-knowing requiere, además de la ayuda divina, la interacción con la comunidad humana, pues en ella subsisten los símbolos de la relación personal y común con lo trascendente, sin los cuales el individuo no podría hacer consciente su intrínseca relación con Dios. Denomina world maintenance a la tarea de construir, mantener y transmitir la conciencia común de nuestra relación con lo trascendente. Con respecto a lo anterior, afirma que los seres humanos estamos “ontológicamente modelados” (ontically shaped) para participar en lo trascendente -Dios- que a su vez nos atrae hacia sí.

### Evidencia empírica
El modelo de Fowler ha inspirado una considerable cantidad de investigación empírica acerca del desarrollo de la fe, aunque muy poca de esas investigaciones han sido realizadas por el mismo Fowler. Una herramienta útil es la escala del desarrollo de la fe creada por Gary Leak, la cual está sujeta a análisis factorial.

## Algunas publicaciones
- Stages of Faith: The Psychology of Human Development and the Quest for Meaning (1981)
- Becoming Adult, Becoming Christian: Adult Development and Christian Faith (1984)
- To See the Kingdom: The Theological Vision of H. Richard Niebuhr (1985)
- Faith Development and Pastoral Care (1987)
- Weaving the New Creation: Stages of Faith and the Public Church (1991)
- Faithful Change: The Personal and Public Challenges of Postmodern Life (1996)